# 貝塚武男
貝塚 武男（かいづか たけお、明治31年（1898年）1月3日 - 昭和19年（1944年）10月25日）は、日本の海軍軍人。最終階級は海軍中将。海軍兵学校46期生。

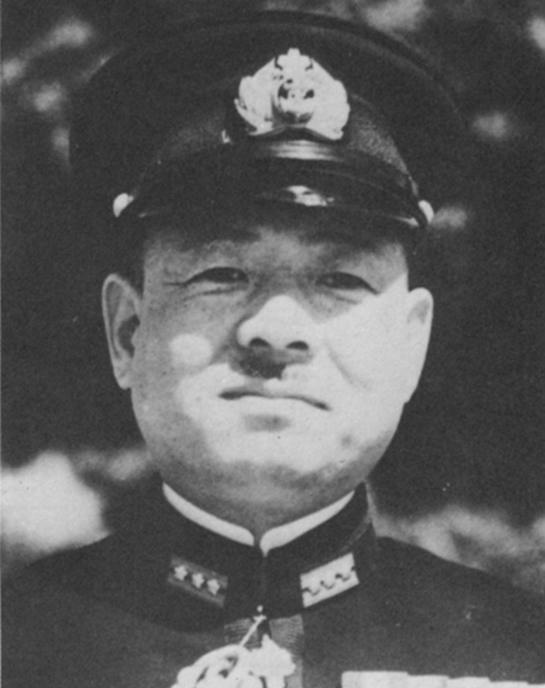
貝塚武男

## 年譜
- 1898年千葉県に生まれる（現千葉県佐倉市）
- 1915年、海兵と陸士(30期)を受験、双方合格。
- 1918年11月21日	海軍兵学校卒業
- 1919年8月	海軍少尉・戦艦「日向」乗組
  - 12月	戦艦「肥前」乗組
- 1920年12月	水雷学校普通科学生
- 1921年5月	砲術学校普通科学生
- 1921年12月	海軍中尉・海防艦「磐手」乗組
- 1923年2月	駆逐艦「菫」乗組
  - 12月	砲術学校高等科学生
- 1924年12月	海軍大尉・軽巡「鬼怒」分隊長
- 1926年12月	駆逐艦「時津風」砲術長
- 1927年12月	呉鎮守府副官
- 1929年11月	海軍少佐・戦艦「伊勢」副砲長
- 1930年8月	海防艦「八雲」副砲長
- 1931年8月	砲術学校教官
- 1932年10月	戦艦「陸奥」副砲長
- 1933年11月	重巡「愛宕」砲術長
- 1934年11月	戦艦「長門」砲術長
  - 11月	海軍中佐
- 1935年2月	兼戦艦「日向」砲術長
  - 6月	横須賀鎮守府付
  - 11月	戦艦「山城」砲術長
- 1936年12月	大湊要港部参謀兼津軽要塞参謀
- 1938年12月	重巡「摩耶」副長
- 1939年11月15日	海軍大佐・砲艦「安宅」艦長
- 1940年11月	第1駆逐隊司令
- 1941年10月	横須賀鎮守府付
- 1942年2月	大湊警備府参謀長
- 1943年7月5日	空母「鳳翔」艦長
  - 12月18日	空母「瑞鶴」艦長
- 1944年6月19日
  - ～20日	マリアナ沖海戦に参加
  - 10月15日	海軍少将
  - 10月	捷号作戦に参加
  - 10月25日	エンガノ岬沖海戦で空母「瑞鶴 」沈没時に退艦せず戦死。46歳没。戦死後、海軍中将に進級。墓所は佐倉市大聖院。

## 栄典
- 1919年（大正8年）9月10日 - 正八位[1]

## 演じた俳優
- 神山繁（『連合艦隊』1981年東宝映画）

## 所縁の地
- 大聖院　千葉県佐倉市武家屋敷通り最奥にある寺院。墓がある。[要出典]
- 侍の杜　千葉県佐倉市武家屋敷通り沿いにある緑地。その一部が家族の借家の跡であり、説明看板が設置されている。[要出典]